# Leonardo Correr
Leonardo Correr (Venezia, 15 maggio 1764 – Lozzo Atestino, 13 agosto 1807) è stato un ammiraglio italiano.
Patrizio Veneto, nel 1796 sostituì l'ammiraglio Tommaso Condulmer nell'incarico di Capitano Straordinario delle Navi e Comandante dell'Armata Grossa di stanza a Corfù, di cui fu l'ultimo comandante. Dopo la caduta della Repubblica di Venezia passò al servizio dell'Impero austriaco, venendo nominato Ciambellano Imperiale, colonnello di marina e direttore dell'Arsenale di Venezia.

Stemma Correr

## Biografia

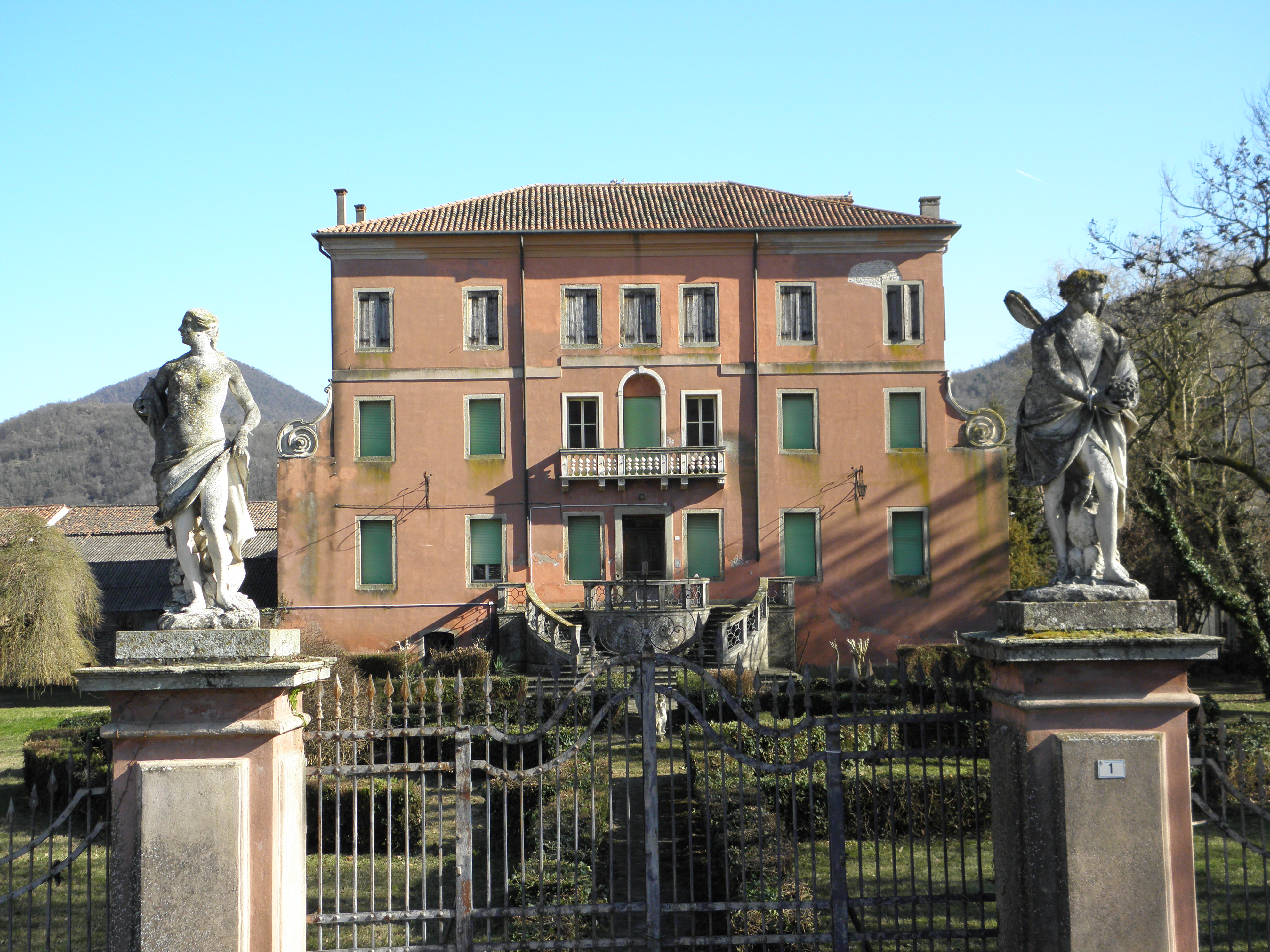
Villa Correr a Lozzo Atestino.

Nacque il 15 maggio 1764, all'interno di una famiglia dell'antica nobiltà veneziana. Dopo aver compiuto numerosi studi entrò a far parte della Marina veneziana, compiendo un buone carriera militare fino ad essere nominato  governatore di nave. Assunse poi il comando della fregataPallade, e il 13 maggio 1787 dopo aver scortato a Malta, insieme alla fregata grande da 56 cannoni Sirena, la similare Venere che trasportava ammalati, si recò insieme alla Sirena in visita a Cagliari dove il contrammiraglio Tommaso Condulmer porse i suoi omaggi al rappresentante del Re di Sardegna, il Viceré Conte Francesco Carlo Thaon de Revel.
Il 2 giugno 1796, con l'approssimarsi del pericolo dovuto all'inizio della campagna d'invasione dell'Italia da parte delle truppe francesi al comando del generale Napoleone Bonaparte il Senato veneziano istituì la carica di Provveditore alle Lagune e ai Lidi che fu affidata a Jacopo Nani. Condulmer gli lasciò il comando dell'Armata Grossa di stanza a Corfù, e il 23 giugno 1796 affiancò il Nani in qualità di luogotenente.  
Come capitano straordinario delle navi, comandante della divisione di Corfù, già dal giugno 1796, su ordine del Senato della Repubblica, incrociò con le sue navi nel Mare Adriatico, sulle coste dell'Istria, e alla foci dell'Estuario, nel tentativo di far rispettare ai francesi le proprietà e la bandiera della Serenissima. Agì sempre con tatto, secondo gli ordini ricevuti, non reagendo agli aperti insulti anzi dissimulandoli al fine di non provocare uno scontro armato. Nell'aprile 1797 il Senato della Repubblica gli ordinò di cercare di impedire alle navi francesi di entrare nei porti della Dominante, usando se necessario la forza al fine di fare rispettare l'assoluta neutralità della Repubblica.
Dopo la caduta della Repubblica di Venezia e la successiva occupazione francese della Capitale non entrò al servizio di  Bonaparte come Tommaso Condulmer, ma si rifugiò a Vienna, entrando in servizio presso l'Impero austriaco. Qui godette della protezione del cancelliere austriaco Giovanni Amadeo Francesco di Paola Thugut che, dopo averlo nominato Ciambellano di corte e colonnello di marina lo mandò nel nord Europa ad ispezionare le marine locali. Al suo rientro in Austria trovò Thugut sostituito da Ferdinand von Trauttmansdorff, cosa che rese inutile la sua missione. Presentò all'Imperatore Francesco II un resoconto dettagliato di ciò che aveva visto, e quest'ultimo, a titolo di ringraziamento lo nominò direttore dell'arsenale di Venezia. Nel corso dell'estate 1807 fu trovato morto, all'età di quarantatre anni, apparentemente annegato, presso la sua villa di Lozzo Atestino.  Sul sepolcro fu apposto il seguente epitaffio: Leonardo Corrario filio dulcissimo animi dotibus et morum suavitate omnibus caro in acquis domesticis morte praerepto caso miserrimo XIII Kal. Aug. Aet. sua an XLIII Johannes Franciscus pater doles ae moerens PC an 1807.

### Fonti
1. 1 2 3 4 5  Moschini 1806, p. 221.
2. 1 2  Cau 2011, p. 164.
3. 1 2  Dandolo 1855, p. 196.
4. ↑  Dandolo 1855, p. 164.
5. ↑  Calbo Crotta 1798, p. 206.
6. 1 2  Calbo Crotta 1798, p. 207.
7. ↑  Calbo Crotta 1798, p. 295.
8. 1 2 3  Moschini 1806, p. 222.